# Uvulopalatopharyngoplastik

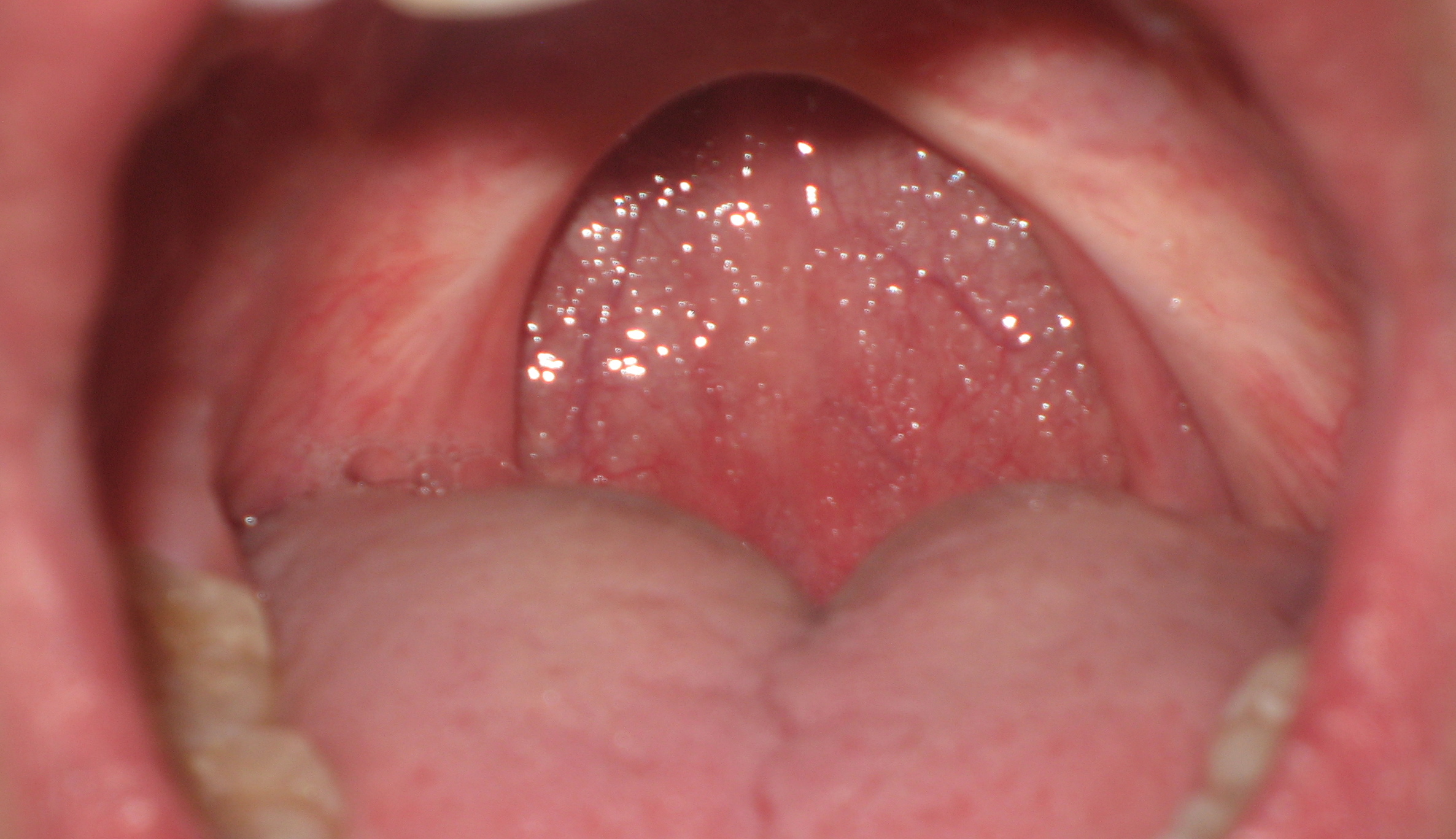
Aufnahme des Rachens, acht Jahre nach einer UPPP

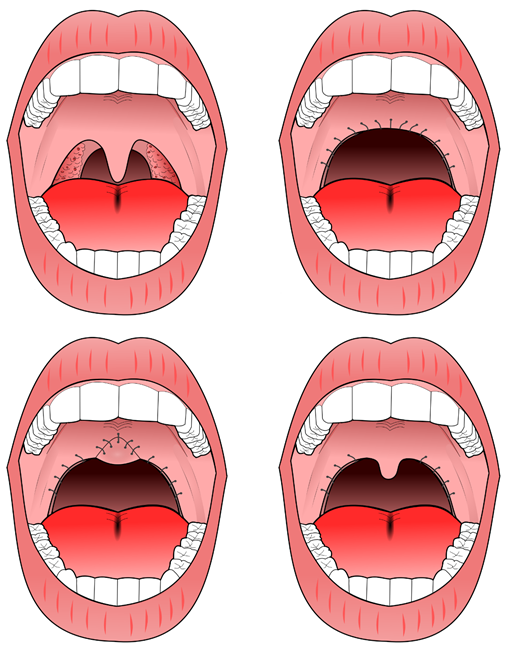
Oben links: Präoperativ; oben rechts: Standard-UPPP; unten links: modifizierte UPPP; unten rechts: Minimal-UPPP

Uvulopalatopharyngoplastik (UPPP) ist eine Operation zur Reduktion und Straffung des weichen Gaumens. Hauptsächliche Anwendung findet sie in der operativen Therapie der obstruktiven Schlafapnoe. 1964 wurde die Uvulopalatopharyngoplastik erstmals von T. Ikematsu beschrieben. Seither wurden verschiedene Modifikationen der Operation mit unterschiedlichem Erfolg beschrieben und angewandt.

## Operatives Vorgehen
Der Eingriff erfolgt unter Vollnarkose mit bevorzugter nasaler Intubation. Es erfolgt keine sedierende Prämedikation zur Vermeidung einer anhaltenden Atemwegsobstruktion.
Bei dieser Operation wird Fett- und Bindegewebe im Rachenbereich entfernt, das die Atemwege im Schlaf verschließen könnte. Dazu gehören Teile der weichen Gaumenmuskulatur, der Uvula (Zäpfchen) und des Zungengrundes. Die Uvula wird in Richtung des weichen Gaumens gefaltet und zusammengenäht.
Zur Vermeidung eines Relaxansüberhangs erfolgt eine Relaxometrie. Die Nachbetreuung sollte für 24 Stunden auf der Intensivstation erfolgen, wobei die postoperative Analgesie nur mit Nichtopioid-Analgetika erfolgt.

## Uvulopalatopharyngoplastik nach Fujita
Bei der Uvulopalatopharyngoplastik in der Modifikation nach Shiro Fujita wird – ohne die Velummuskulatur  zu tangieren – nur die überschüssige Schleimhaut des Velums und der Uvula reseziert. Auch der Musculus uvulae wird weitgehend geschont, so dass keine Komplikationen beim Schluckakt und Phonieren (den Stimmklang in hoher Tonlage einsetzen lassen) beobachtet wurden.

## Laserassistierte Uvulopalatoplastik
Die laserassistierte Uvulopalatoplastik (LAUP) wurde in den 1980er Jahren von Yves-Victor Kamami entwickelt, einem Chirurgen an der Marie-Louise-Klinik in Paris, der 1990 seine ersten Artikel zu diesem Thema veröffentlichte. Kamami behauptete, dass diese Behandlung nicht nur eine erfolgreiche Behandlung des Schnarchens sei, sondern auch bei obstruktiver Schlafapnoe erfolgreich sei. In der Folge wurde jedoch in Studien festgestellt, dass das Verfahren zu einer Verschlechterung der bestehenden Apnoe führt. Diese Ergebnisse sind auf eine thermische Schädigung des Laserstrahls zurückzuführen. Der Laser kann eine progressive palatale Fibrose induzieren und das entstandene Narbengewebe den Luftraum im Pharynx verringern.

## Stanford-Protokoll
Eine Operation gemäß dem Stanford-Protokoll ist wesentlich umfangreicher und besteht aus zwei getrennten Operationen. Sie ist nach Nelson Powell und Robert Riley von der Stanford University benannt. Bei der ersten Operation handelt es sich um eine Operation des Weichgewebes, das eine Tonsillektomie und die Uvulopalatopharyngoplastik umfasst. Ist danach noch eine restliche Schlafapnoe vorhanden, erfolgt die zweite Operation, die aus einer maxillomandibulären Dysgnathieoperation besteht. Dabei wird der Oberkiefer und der Unterkiefer nach vorne verlagert (englisch Maxillomandibular Advancement). Der Zungenmuskel ist am Kinn verankert. Die  Translation des Unterkiefers nach vorne zieht die Zunge ebenfalls nach vorne, wodurch die Atemwege nicht mehr blockiert werden. Mit der Vorverlagerung der Kiefer geht eine Veränderung der Gesichtsform einher. Die zweite Operation dürfte ursächlich für den größeren Erfolg in der Therapie der obstruktiven Schlafapnoe nach dem Stanford-Protokoll darstellen.

## Bewertung
Die UPPP mit Tonsillektomie wird bei entsprechendem pathoanatomischen Befund zur Therapie des obstruktiven Schlafapnoe-Syndroms (OSA) empfohlen (OCEBM Empfehlungsgrad B). Die Erfolgsraten nach 6 Monaten liegen in den meisten Studien mit Patientenselektion zwischen 50 % und 60 %. Langzeiterfolgsraten sind niedriger und variieren zwischen 40 % und 50 %.
Es konnte gezeigt werden, dass der Erfolg einer UPPP bei obstrukiver Schlafapnoe stark vom Volumen der entfernten Gaumenmandeln (Tonsillen) abhängt. Je größer die Tonsillen sind, desto größer ist die Reduktion von Atemaussetzern und damit der Erfolg der Operation.

## Modifikationen der UPPP
Auf Grund dieser eher niedrigen Erfolgsraten wurden zahlreiche Modifikationen der UPPP entwickelt:
- Barbed Reposition Pharyngoplasty (BRP)[8]
- Extended uvulopalatal flap (EUPF)[9]
- Relocation pharyngoplasty[10]
- Expansion sphincter pharyngoplasty (ESP)[11]
- Z-palatoplasty (ZPP)[12]
- Lateral pharyngoplasty[13]
- Han-UPPP[14]
- Uvulopalatoplastik (UPP)[15]
- Radiofrequenz-assistierte Uvulopalatoplastik (RF-UPP)
- Transpalatal advancement pharyngoplasty (TAP)[16]

Es stehen weitere Studien aus, um Aussagen über eine Risiko-Nutzen-Bewertung abgeben zu können.